# Kanton Troyes-2
Der Kanton Troyes-2 ist ein französischer Wahlkreis im Département Aube in der Region Grand Est. Er umfasst einen Teilbereich der Stadt Troyes und zwei weitere Gemeinden im Arrondissement Troyes und hat sein bureau centralisateur in Troyes. Im Rahmen der landesweiten Neuordnung der französischen Kantone wurde er im Frühjahr 2015 verkleinert.

## Gemeinden
Der Kanton besteht aus drei Gemeinden und Gemeindeteilen mit insgesamt 21.306 Einwohnern (Stand: 1. Januar 2022) auf einer Gesamtfläche von 9,43 km²:
| Gemeinde             | Einwohner 1. Januar 2022 | Fläche km² | Dichte Einw./km² | Code INSEE | Postleitzahl |
| -------------------- | ------------------------ | ---------- | ---------------- | ---------- | ------------ |
| Les Noës-près-Troyes | 3.260                    | 0,73       | 4.466            | 10265      | 10420        |
| Sainte-Savine        | 10.457                   | 7,55       | 1.385            | 10362      | 10300        |
| Troyes               | 7.589                    | 1,15       | 6.599            | 10387      | 10000        |
| Kanton Troyes-2      | 21.306                   | 9,43       | 2.259            | 1013       | –            |

1. ↑   Nur der westliche Teil der Gemeinde, der Rest verteilt sich auf die Kantone Troyes-1, Troyes-3, Troyes-4 und Troyes-5.

Bis zur landesweiten Neuordnung der französischen Kantone im März 2015 gehörten zum Kanton Troyes-2 die acht Gemeinden Creney-près-Troyes, Lavau, Mergey, Pont-Sainte-Marie, Saint-Benoît-sur-Seine, Sainte-Maure, Vailly und Villacerf. Er besaß vor 2015 den INSEE-Code 1023.

## Politik
| Vertreter im Departementrat | Vertreter im Departementrat   | Vertreter im Departementrat |
| Amtszeit                    | Namen                         | Partei                      |
| --------------------------- | ----------------------------- | --------------------------- |
| 2015–2021                   | Valéry Denis Anne-Marie Zeltz | UDI DVD                     |
| 2021–                       | Valéry Denis Anne-Marie Zeltz | DVD                         |